# Rainer Klausmann
Rainer Klausmann, né le 9 avril 1949 à Wettingen, est un directeur de la photographie suisse.

## Biographie
Il est d'abord l'assistant de Hans Liechti et de Thomas Mauch avant de devenir chef opérateur en 1981. Il participe alors à une soixantaine de réalisations cinématographiques et télévisuelles en Europe et aux États-Unis.

## Filmographie sélective
Cinéma
- 1983 : Alexandre, réalisation : Jean-François Amiguet
- 1983 : Akropolis now, réalisation : Hans Liechti
- 1985 : Fetish & Dreams, réalisation : Steff Gruber
- 1985 : Kalt in Kolumbien, réalisation : Dieter Schidor
- 1986 : Rotlicht!, réalisation : Urs Odermatt
- 1989 : La Fiancée thaïlandaise, réalisation : Urs Odermatt
- 1991 : Cerro Torre, le cri de la roche, réalisation : Werner Herzog
- 1992 : Schatten der Liebe, réalisation : Christof Vorster
- 1992 : Leçons de ténèbres, réalisation : Werner Herzog
- 1994 : Le Pandore, réalisation : Urs Odermatt
- 1995 : Das stille Haus, réalisation : Christof Vorster
- 1996 : Katzendiebe, réalisation : Markus Imboden
- 2000 : Komiker, réalisation : Markus Imboden
- 2001 : L'Expérience, réalisation : Oliver Hirschbiegel
- 2002 : Solino, réalisation : Fatih Akın
- 2002 : Mein letzter Film, réalisation : Oliver Hirschbiegel
- 2004 : Head-On, réalisation : Fatih Akın
- 2004 : La Chute, réalisation : Oliver Hirschbiegel
- 2005 : Der Fischer und seine Frau, réalisation : Doris Dörrie
- 2006 : À pas de loup, réalisation : Vanessa Jopp
- 2006 : De l'autre côté, réalisation : Fatih Akın
- 2007 : Invasion, réalisation : Oliver Hirschbiegel
- 2008 : Les Citronniers, réalisation : Eran Riklis
- 2008 : La Bande à Baader, réalisation : Uli Edel
- 2009 : Soul Kitchen, réalisation : Fatih Akın
- 2010 : Le Voyage du directeur des ressources humaines, réalisation : Eran Riklis
- 2010 : Zeiten ändern dich, réalisation : Uli Edel
- 2012 : Ruhm, réalisation : Isabel Kleefeld
- 2013 : Diana, réalisation : Oliver Hirschbiegel
- 2013 : Cœur léger, cœur lourd, réalisation : Markus Imboden
- 2014 : The Cut, réalisation : Fatih Akın

Télévision
- 1991 : Jag Mandir: Das exzentrische Privattheater des Maharadjah von Udaipur, réalisation : Werner Herzog
- 1994 : Ausgerechnet Zoé, réalisation : Markus Imboden
- 1997 : Das Urteil, réalisation : Oliver Hirschbiegel
- 1997 : Trickser, réalisation : Oliver Hirschbiegel
- 1998 : Todfeinde – Die falsche Entscheidung, réalisation : Oliver Hirschbiegel
- 1999 : Kein Weg zurück, réalisation : Volker Vogeler
- 1999 : Ich habe nein gesagt, réalisation : Markus Imboden
- 2000 : Der Briefbomber, réalisation : Torsten C. Fischer
- 2000 : Il n'est jamais trop tard pour aimer, réalisation : René Heisig
- 2001 : Schluss mit lustig, réalisation : Isabel Kleefeld
- 2002 : Das Konto, réalisation : Markus Imboden
- 2003 : Königskinder, réalisation : Isabel Kleefeld
- 2003 : Ein seltsames Paar, réalisation : Doris Dörrie
- 2005 : Bella Block – …denn sie wissen nicht, was sie tun, réalisation : Markus Imboden
- 2005 : Spiele der Macht – 11011 Berlin, réalisation : Markus Imboden
- 2005 : Arnies Welt, réalisation : Isabel Kleefeld
- 2009 : Schlaflos, réalisation : Isabel Kleefeld

## Source de la traduction
- (de) Cet article est partiellement ou en totalité issu de l’article de Wikipédia en allemand intitulé « Rainer Klausmann » (voir la liste des auteurs).